# Aveiro (cràter marcià)
Aveiro és un cràter d'impacte del planeta Mart situat amb el sistema de coordenades planetocèntriques a 21.36 ° de latitud N i 281.11 ° de longitud E. La col·lisió va causar una obertura de 9.11 quilòmetres de diàmetre en la superfície del quadrangle Lunae Palus del planeta. El nom va ser aprovat el 1985 per la Unió Astronòmica Internacional en honor de la ciutat d'Aveiro (Portugal).